# Bill Nelson
Clarence William „Bill“ Nelson Jr. (* 29. September 1942 in Miami, Florida) ist ein amerikanischer Politiker der Demokratischen Partei und ehemaliger Astronaut. Von 2001 bis 2019 gehörte er als Vertreter Floridas dem Senat der Vereinigten Staaten an und schied nach der verlorenen Wahl 2018 im Januar 2019 aus. Zuvor war er Mitglied des US-Repräsentantenhauses und diente in der Regierung seines Bundesstaates. Von 2021 bis 2025 war er Leiter der NASA (Administrator). 

## Familie, Ausbildung und Beruf
Bill Nelson wuchs als Einzelkind in Melbourne, Florida, auf, zog Rinder auf und trieb Sport. Mit seiner Herde von Santa-Gertrudis-Rindern finanzierte er seine Hochschulbildung. Sein Vater Clarence Nelson, ein Anwalt und Immobilienentwickler, dessen Familie 1915 aus Chicago nach Florida umgesiedelt war, starb an einem Herzinfarkt, als Bill Nelson 14 Jahre alt war, seine Mutter Nannie Merle, die  an ALS litt und die er zuletzt pflegte, als er 24-jährig war. Er schloss die High School in Melbourne 1960 ab, an der er Präsident von 4-H in Florida und internationaler Vorsitzender des Key Club International war – und unter anderem eine Rede bei Radio Free Europe an die Sowjetbürger hielt –, und studierte zunächst an der University of Florida, an der er zum Präsidenten der Erstsemester gewählt wurde. Er wechselte an die Yale University, an der Bob Woodward ein Kommilitone und sein Zimmernachbar der Sohn des demokratischen Senators George Smathers war und er der Geheimgesellschaft Book and Snake angehörte. 1961/62 absolvierte Nelson ein Praktikum bei Smathers. Er schloss in Yale 1965 mit dem Bachelorgrad in Politikwissenschaft ab; seine Abschlussarbeit trug den Titel The Impact of Cape Kennedy on Brevard County Politics. Danach absolvierte er ein Jurastudium an der University of Virginia und erhielt dort 1968 den Juris Doctor. Im selben Jahr wurde er in Florida als Anwalt zugelassen.
Von 1965 bis 1971 diente Nelson in der US Army Reserve und leistete von 1968 bis 1970 seinen aktiven Dienst, den er im Rang eines Captains abschloss. 1970 begann er in Melbourne als Anwalt zu arbeiten und beriet den Gouverneur Floridas, Reubin Askew, im folgenden Jahr in Gesetzgebungsfragen.
Nelson ist seit 1972 mit Grace Cavert verheiratet; sie haben zwei Kinder und leben in Orlando.

## Politische Laufbahn
Zu den Wahlen 1972 trat Nelson selbst in die Politik ein und wurde in das Repräsentantenhaus von Florida gewählt, dem er von 1973 bis 1979 angehörte. Dort wirkte er an der ersten Gesetzgebung gegen Computerbetrug mit und setzte sich für Gesetze ein, die das Bevölkerungswachstum steuern und Ölbohrungen vor der Küste verhindern.
Bei der Wahl 1978 wurde Nelson ins Repräsentantenhaus der Vereinigten Staaten gewählt. Dort war er Abgeordneter von 1979 bis 1991, zuerst für den 9., dann für den 11. Kongresswahlbezirk – ein Gebiet, das Orlando und die zentrale Ostküste Floridas („Space Coast“) mit den Raumfahrtzentren Cape Canaveral und Kennedy Space Center umfasst. Er gehörte im Kongress zu den frühen Befürwortern eines ausgeglichenen Bundeshaushalts und war Vorsitzender des Unterausschusses für Raumfahrt.
1990 bewarb er sich innerparteilich um die Nominierung der Demokraten für den Posten des Gouverneurs von Florida, unterlag jedoch klar dem ehemaligen US-Senator Lawton Chiles. Anschließend arbeitete Nelson wieder als Rechtsanwalt und wurde 1994 in die Regierung des Bundesstaats Florida gewählt, in der er sechs Jahre lang als Finanzaufseher (treasurer), Versicherungsaufseher (insurance commissioner) und Feuerwehraufseher (fire marshal) diente und pragmatische konkrete Arbeit etwa für Verbraucherschutz leistete. Er setzte sich nach dem Hurrikan Andrew gegen die starken Prämienerhöhungen großer Versicherungsunternehmen ein.

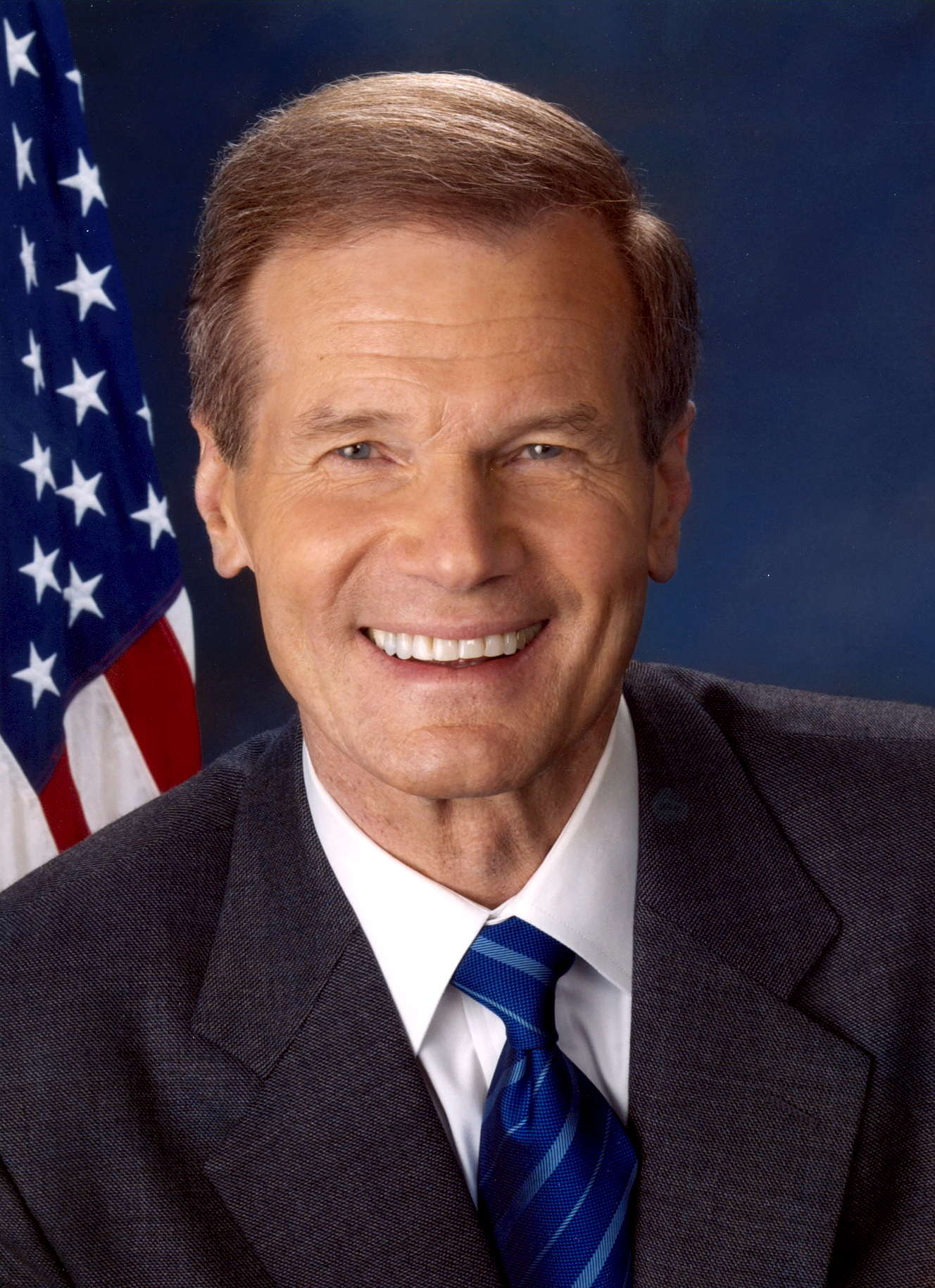
Bill Nelson (2000)

Bei der Wahl 2000 wurde Nelson für Florida in den Senat der Vereinigten Staaten gewählt. Mit einem Stimmanteil von 51 Prozent siegte er knapp gegen den Republikaner Bill McCollum. Bei der Wahl 2006 wurde er mit 60,3 Prozent der Wählerstimmen gegen Katherine Harris bestätigt. Auch bei der Senatswahl 2012 konnte sich Nelson mit über 55 Prozent gegen den republikanischen Kandidaten Connie Mack durchsetzen. Er erhielt für seinen Wahlkampf eine Spende von Donald Trump. Nelson war Ranking Member, also ranghöchster Demokrat, im Handelsausschuss und hatte den zweithöchsten Rang im Streitkräfteausschuss.
Bei der Wahl im November 2018 kandidierte Nelson erneut. Er war inzwischen der einzige bundesstaatsweit gewählte Demokrat in Florida. Mit seinem Herausforderer Rick Scott, dem scheidenden republikanischen Gouverneur des Staates, war ihm nach Einschätzung politischer Beobachter ein starker Gegner erwachsen; sie rechneten mit einem Kopf-an-Kopf Rennen. Scott investierte in den teuren Medienmärkten Floridas von Beginn an große Summen und suchte die Unterstützung von Latinos, sodass ihn im Sommer Umfragen und Angehörige des Politikbetriebs im Vorteil sahen. Die erste Umfrage nach der Vorwahl Ende August sah beide Politiker bei je 49 Prozent. Während die Republikaner darauf hinwiesen, dass Scott bei der Vorwahl mehr Stimmen erhielt als jemals ein Senatskandidat zuvor in Florida, hofften die Demokraten darauf, dass die Nominierung des Afroamerikaners Andrew Gillum als Gouverneurskandidat Angehörige von Minderheiten auch für Nelson mobilisieren würde. Ende September sahen Umfragen und Beobachter Nelson wieder leicht vorn. Am Wahlabend lag Scott leicht vorn und erklärte seinen Sieg über Nelson; das vorläufige Ergebnis sah Nelson jedoch mit 12.500 Stimmen Rückstand bei insgesamt 8,1 Millionen abgegebenen so knapp hinten (0,15 Prozentpunkte), dass zuerst am 10. November eine maschinengestützte und dann eine händische Nachzählung der Stimmen angeordnet wurde. Die Nachzählung ergab einen Rückstand Nelsons von 10.033 Stimmen (0,12 Prozent). In Broward County waren bei etwa 10.000 Stimmzetteln – in deutlich höherem Ausmaß als in allen anderen Countys – zwar Stimmen für die Gouverneurs-, aber nicht für die Senatswahl abgegeben worden („undervote“). Nelsons Team hatte vermutet, dass ein maschineller Auszählungsfehler vorgelegen haben könnte, die Diskrepanz blieb allerdings auch nach der Handauszählung, sodass das verwirrende Aussehen des Stimmzettels als wahrscheinlichste Erklärung für das „undervote“ gilt.
Nelson schied zum 3. Januar 2019 aus dem Senat aus.

## Administrator der NASA
Am 19. März 2021 nominierte US-Präsident Joe Biden Nelson als künftigen Administrator der NASA. Nelson trat das Amt am 3. Mai 2021 an. Mit dem Ende von Bidens Amtszeit schied er am 20. Januar 2025 aus dem Amt. Als sein Nachfolger wurde Jared Isaacman nominiert. Bis zu Isaacmans Bestätigung durch den Senat führt Janet Petro die NASA kommissarisch als erste Frau an der Spitze der Raumfahrtbehörde.

## Positionen und Stil
Nelson setzt sich vor allem für regional bedeutsame Themen wie das Raumfahrtprogramm oder Umweltschutzregulierungen ein und gilt als fachlich versiert. In Grundsatzfragen gilt er als linksliberal („liberal“); er befürwortet Wahlfreiheit bei Schwangerschaftsabbrüchen (Pro-Choice) und eine schärfere Kontrolle bei Waffenverkäufen. Im Jahr 2010 stimmte er für die Abschaffung der bis dahin geltenden Regelung Don’t ask, don’t tell, die offen Homosexuellen den Militärdienst verwehrte und unterstützte 2013 die Öffnung der Ehe für Homosexuelle. Fiskalpolitisch setzt er sich für eine Anhebung der Steuern für Wohlhabende und eine Erhöhung des Mindestlohns ein. Er beschäftigt sich auch mit den Auswirkungen des Klimawandels insbesondere für Florida.
Er tritt zurückhaltend und bescheiden auf und ist auch wegen seiner spärlichen Präsenz im Fernsehen nicht weithin bekannt. Mit seinem Südstaatenakzent wird er als auf dem Boden geblieben beschrieben. Mit seinem republikanischen Senatorenkollegen Floridas, Marco Rubio, arbeitet Nelson häufig zusammen, und während des Government Shutdowns 2013 ging er auf den Tea-Party-unterstützten Senator Ted Cruz zu. Im Rahmen seines Senatswahlkampfs 2018 trat Nelson stärker in die Öffentlichkeit, unter anderem, als er die Politik der Regierung Trump, bei illegalen Grenzübertritten Kinder von ihren Eltern zu trennen, kritisierte und Zutritt zu einer Aufnahmeeinrichtung für diese Kinder im südlichen Florida verlangte.

## Astronautentätigkeit

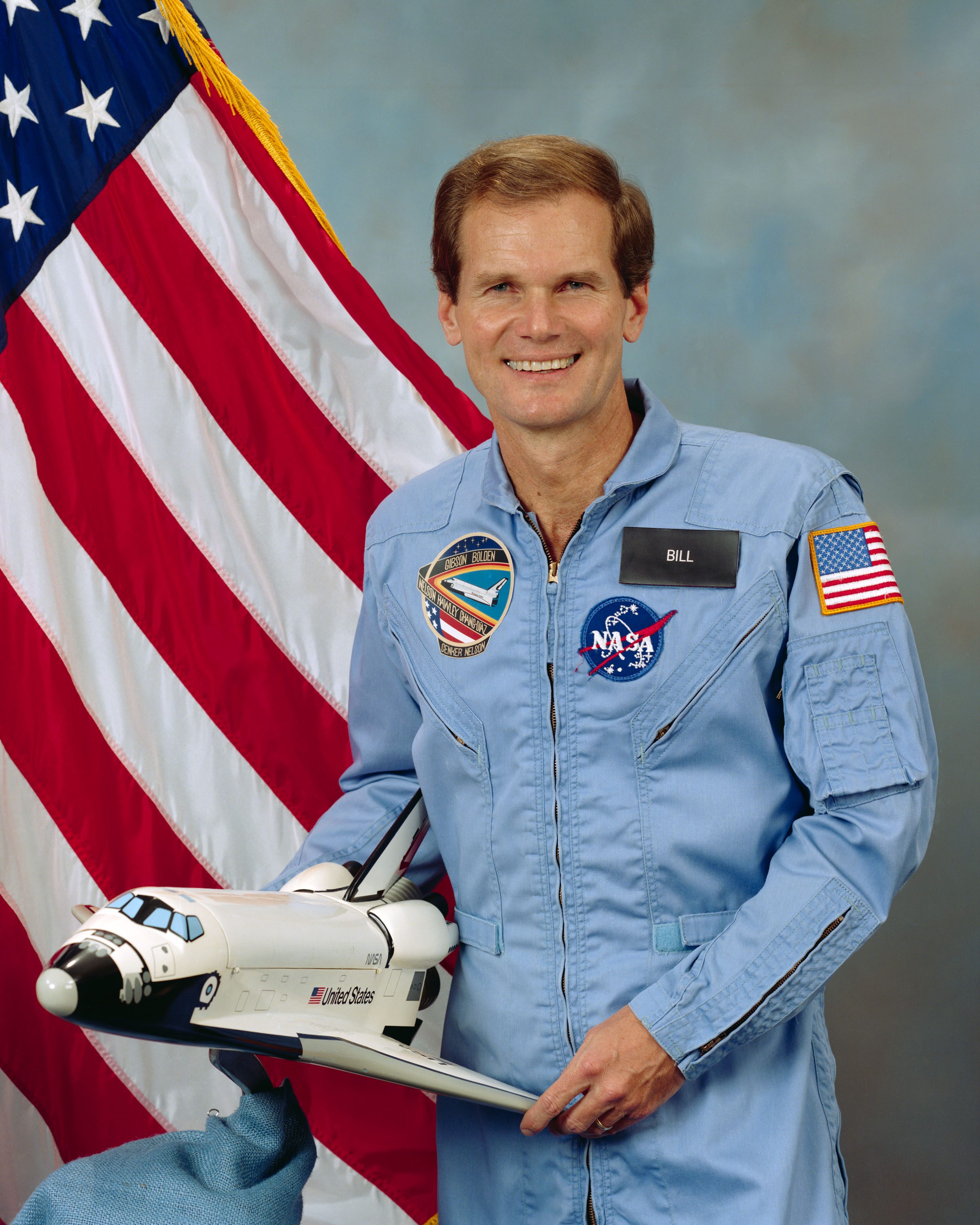
NASA-Foto von Bill Nelson

Nelson reiste nach Senator Jake Garn aus Utah als zweiter Politiker in den Weltraum (siehe die Liste der Raumfahrer). Mit Garn durchlief er auch das Astronautentraining der NASA im Johnson Space Center (Houston), das im September 1985 begann.
Nelson startete am 12. Januar 1986 als Nutzlastspezialist mit der Raumfähre Columbia zur sechstägigen Mission STS-61-C ins All. Hauptziel der Mission war es, den Kommunikationssatelliten SATCOM Ku-1 in seine Umlaufbahn zu bringen. Außerdem wurden kleinere astrophysikalische und materialwissenschaftliche Experimente durchgeführt. Pilot der Mission war Charles Bolden, der 2009 Nelsons Vor-Vorgänger als NASA-Administrator werden sollte. 
Zehn Tage nach seiner Rückkehr explodierte die Raumfähre Challenger beim Start, die komplette Besatzung kam ums Leben. Nelson sollte ursprünglich bei dieser Mission mitfliegen, ein Terminkonflikt führte aber zur Verlegung seines Flugs auf einen früheren Start.

## Schriften
- mit Jamie Buckingham: Mission: An American Congressman’s Voyage to Space. Harcourt Brace Jovanovich, San Diego, CA 1988, ISBN 0151055564 (Memoiren).